# شعبان (بلاد الروس)
شعبان هي إحدى قرى عزلة وعلان بمديرية بلاد الروس التابعة لمحافظة صنعاء، بلغ تعداد سكانها 1186 نسمة حسب تعداد اليمن لعام 2004.